# Замбран, Билли
Билли Замбран  (англ. Billy Zumbrun; 12 октября 1972, Огден, штат Юта, США) — американский боксёр-профессионал, выступавший в тяжёлой весовой категории. Чемпион штата Юта в тяжёлом весе (2013).

## Профессиональная карьера
Дебютировал в апреле 2000 года. На протяжении карьеры чередовал победы с поражениями, однако прославился рядом боёв.
В апреле 2001 проиграл техническим нокаутом в 1 раунде Майклу Беннетту.
В августе 2001 года победил решением большинства судей Эрика «Баттербина» Эша.
В 2003 году дважды победил Брэди Рона.
В ноябре 2003 года победил решением большинства судей Джо Хиппа.
В августе 2004 года победил техническим нокаутом в 1 раунде Тони Лароса.
В сентябре 2004 года победил техническим нокаутом в 10 раунде Билли Дагласа.

### 2005-04-07Риддик Боу —Билли Замбран
- Место проведения:  Печанга Ресорт энд Касино, Темекула, Калифорния, США
- Результат: Победа Боу раздельным решением в 10-раундовом бою
- Статус: Рейтинговый бой
- Рефери: Пэт Расселл
- Счёт судей: Лу Филиппо (96—92 Боу), Дэвид Денкин (96—92 Боу), Рэй Корона (93—95 Замбран)
- Вес: Боу 127,00 кг; Замбран 103,40 кг;
- Трансляция: Fox Sports Net
- Счёт неофициального судьи: Рич Маротта (86—82 Боу) — оценки после 9-го раунда

В апреле 2005 года Замбран встретился с Риддиком Боу. Боу вышел на ринг с явным перевесом. В конце 4-го раунда Боу провёл левый хук в печень, и его противник опустился на колено. Замбран поднялся на счёт 5. Боу не смог добить соперника. В 8-м раунде Замбран начал бегать от Боу и клинчевать. В середине раунда рефери снял с него очко за клинчи. По итогам 10-ти раундов раздельным решением судей победу присудили Риддику Боу. Зал встретил решение недовольным гулом.

## 2006—2012
В апреле 2006 проиграл единогласным решением судей Брайану Минто.
В августе 2006 победил решением большинства судей Дэвида Джонсона.
В ноябре 2006 года проиграл единогласным решением судей непобеждённому Александру Дмитриенко.
В июне 2007 года проиграл техническим нокаутом в 5 раунде Майклу Гранту.
В сентябре 2007 года проиграл раздельным решением судей Донэлу Холмсу.
В январе 2010 года проиграл единогласным решением судей Морису Харрису.
В марте 2010 года проиграл единогласным решением судей Майклу Моло.
В январе 2012 победил техническим нокаутом в 5 раунде Клиффа Каузера.
В апреле 2012 года проиграл техническим нокаутом в 3 раунде Руслану Чагаеву.